# ماهندراجاره
ماهندراجاره رمزها «MA» (بالإنجليزية: Mahendragarh)‏ ، هو تقسيم إداري لدولة الهند تتبع ولاية هاريانا (بالإنجليزية: Haryana)‏ ، مركزها هو مدينة نورمال (بالإنجليزية: Narnaul)‏ عدد سكانها حسب تعداد سنة 2001 هو 812,022 ، مساحتها 1,683 كم² وكثافة السكان 482 لكل كم² .

## أعلام
- ساتياجيت شارما